# Frasertown
Frasertown ist ein kleiner Ort im Wairoa District der Region Hawke’s Bay auf der Nordinsel von Neuseeland.

## Geographie
Frasertown ist ein kleiner Farmort rund 7 km nördlich des Stadtzentrums von Wairoa. Der 1,36 km² große Ort befindet sich in einer Schleife des Wairoa River liegend und ist südlich, westlich und nördlich von dem Fluss umgeben. Von Westen stößt zudem in den Bogen auch noch der Waiau River hinzu.
Im Jahr 2013 zählte Frasertown 252 Einwohner und das 1.333,71 km² große Statistical Area Frasertown-Ruakituri, zu dem Frasertown gezählt wird, im Jahr 2018 861 Einwohner.

## Geschichte
Der Ort war ursprünglich eine Siedlung der Māori und besaß den Namen Te Kapu. Doch wurde  der Ort von den frühen europäischen Siedlern zu Ehren des Majors James Fraser umbenannt, der in den 1860er Jahren die militärischen Einheiten in Wairoa anführte. Während der Neuseelandkriege in den 1860er und 1870er Jahren war Frasertown Posten der bewaffneten Polizeitruppe der Siedler.

## Infrastruktur
Durch den östlichen und nordöstlichen Teil des Ortes führt der New Zealand State Highway 38, der Wairoa an der Küste mit dem New Zealand State Highway 5 im Landesinneren verbindet.